# دوله ملال
دوله ملال، روستایی از توابع بخش مرکزی شهرستان ماسال در استان گیلان ایران است.

## جمعیت
این روستا دهستان حومه و براساس سرشماری مرکز آمار ایران در سال ۱۳۸۵، جمعیت آن ۸۲۶ نفر (۲۰۴خانوار) بوده‌است.